# Nordalbingien

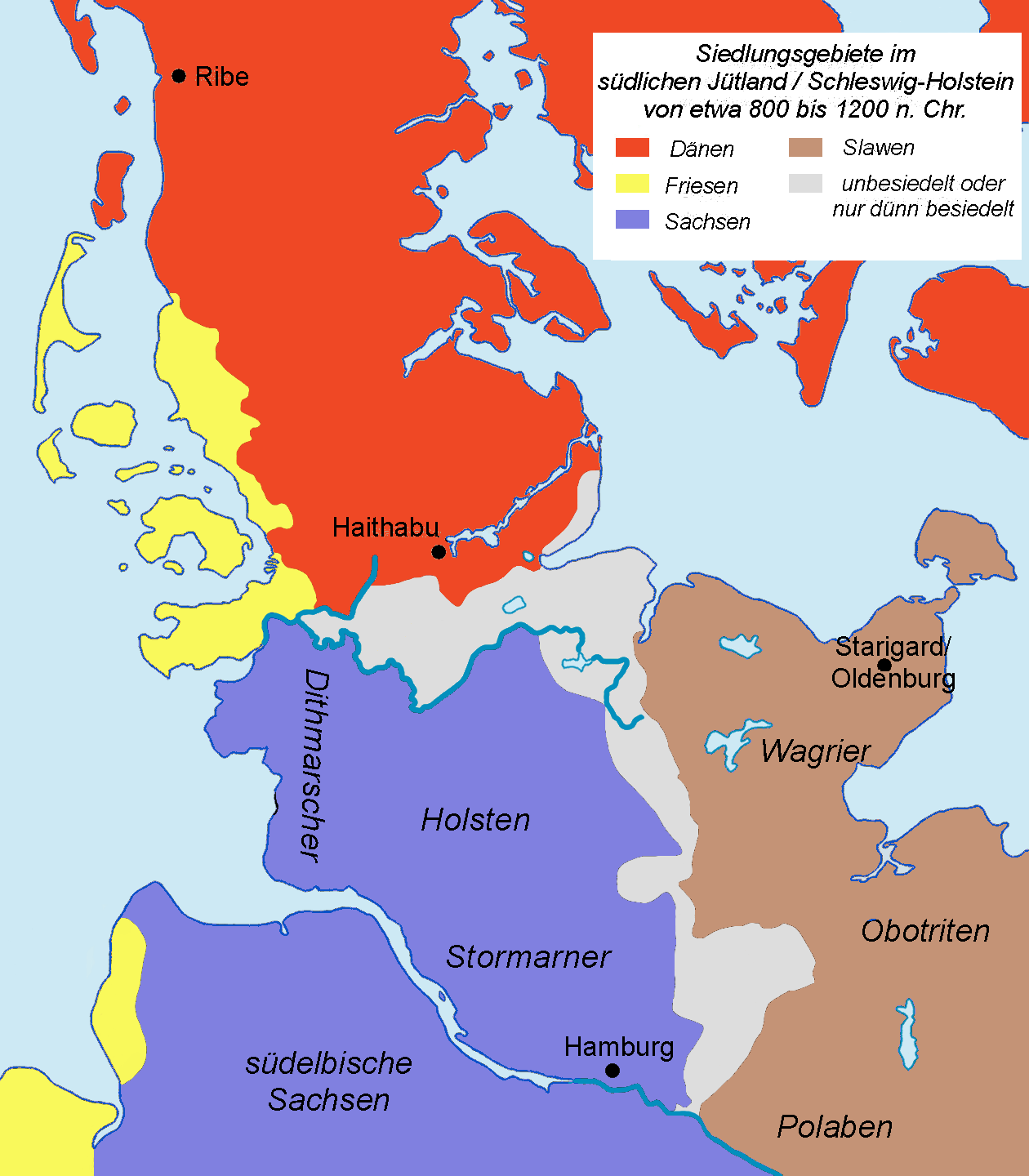
Die drei sächsischen Gaue bzw. Teilstämme der Dithmarscher, Holsten und Stormarner (in Dunkelblau) zwischen etwa 800 und 1100 n. Chr.

Nordalbingien, Nordelbingen oder Nordelbien („Gebiet nördlich der Elbe“) war im 8. Jahrhundert ein Teil des sächsischen Bevölkerungsgebietes, der vermutlich außerhalb der Dreigliederung von Engern, Ostfalen und Westfalen lag. Er deckte sich weitgehend mit dem Gebiet des westlichen Holsteins und Hamburgs nördlich der Elbe. Nordalbingien gliederte sich in die drei sächsischen Gaue Dithmarschen, Holstein und Stormarn. Nördlich der Eider folgte ein Grenzgebiet, welches in der Literatur als Dänische Mark bezeichnet wird.

## Geschichte
Karl der Große hatte 772 mit der Eroberung von Sachsen begonnen. Von den drei Teilstämmen ergaben sich ihm 775 zuerst die Ostsachsen unter Hassio und kurz darauf die Engern unter Bruno. 776 schlug er die Westfalen, doch deren dux Widukind flüchtete zu den Nordmannen, wobei offenbleiben muss, ob damit die Dänen oder die Nordalbingier gemeint waren. Letztere könnten mit den Nordleudi identisch sein, von denen sich 780 nach einem erfolgreichen Feldzug Karls des Großen an der Elbe viele taufen ließen.
Auch nachdem sich 785 Widukind unterwarf, endeten der Widerstand bzw. die Aufstände der nördlichen Sachsen insbesondere im Elbe-Weser-Dreieck (Wigmodien) und nördlich der Elbe nicht. Karl der Große verbündete sich mit den slawischen Abodriten, deren Fürst Drasco und der fränkische Legat Eburis die Nordliudi 798 vernichtend schlugen. Nach den Reichsannalen fielen von ihnen 4000 Mann. Da die Unruhen nicht aufhörten, zog Karl der Große 804 erneut mit einem Heer gegen die Wigmodier und die Nordalbingier und deportierte die Besiegten mit Frauen und Kindern ins Frankenreich. Sein Biograph Einhard spricht von 10.000 Familien.
Die drei Gaue der Nordalbingier überließ Karl der Große zunächst seinen Verbündeten, den Abodriten. Als diese sich gegen den Dänenkönig nicht behaupten konnten und tributpflichtig wurden, schickte Karl der Große 808 seinen Sohn Karl den Jüngeren mit einem großen Heer an die Elbe. Am 15. März 809 begannen sächsische Legaten und Grafen mit der Errichtung der Burg Esesfeld. Vermutlich durften jetzt die deportierten Nordalbingier in ihre Heimat zurückkehren.
Nach einigen Quellen plante Karl der Große, in Nordalbingien ein Bistum zu gründen, das dem Priester Heridag unterstehen sollte. Als der Priester starb, wurden diese Pläne zunächst aufgegeben und das Gebiet Nordalbingiens während der Herrschaft des Kaisers Ludwig den Bistümern Bremen und Verden zugeordnet. 831 wurde Ansgar zum Erzbischof ernannt. Ihm wurden Nordalbingien und die skandinavischen Gebiete unterstellt. Sein Sitz war zunächst die Hammaburg, bis die Wikinger Hamburg 845 zerstörten und der Erzbischof flüchten musste. Ansgar wurde zunächst mit dem Bistum Bremen entschädigt, was aber kirchenrechtlich unzulässig war. Deshalb wurden die beiden Diözesen zum Erzbistum Hamburg-Bremen vereint.

## Neuzeitliche Verwendung des Begriffs
Im Zuge der Diskussion über eine mögliche Neugliederung des Bundesgebietes wurde unter anderem auch die Bildung eines Nordstaates Nordelbien oder Nordelbingen durch den Zusammenschluss von Hamburg und Schleswig-Holstein sowie Teilen Mecklenburg-Vorpommerns und Niedersachsens diskutiert.
Die evangelisch-lutherische Landeskirche für Schleswig-Holstein und Hamburg trug bis 2012 den Namen Nordelbische Kirche.